# Civilized Man
Albums de Joe Cocker
Sheffield Steel
(1982) Cocker
(1986)
Singles
1. Civilized Man
Sortie : 9 janvier 1984
2. There Goes My Baby
Sortie : 10 juillet 1984
3. Tempted
Sortie : 15 octobre 1984
4. A Girl Like You
Sortie : 21 janvier 1985

Civilized Man est le neuvième album studio du chanteur anglais Joe Cocker. Il est sorti en mai 1984 sur le label Capitol Records.

## Historique
Cet album fut enregistré lors de deux sessions studios différentes. La première face fut enregistrée à Los Angeles dans les studios Village Recorders et fut produite par Gary Katz (connu pour son travail avec Steely Dan). La seconde face fut enregistrée à Nashville dans les studios House of David propriétés du musicien David Briggs avec des enregistrements complémentaires effectués aux studios Ocean Way Recording de Los Angeles, la production est de Stewart Levine.
Cet album trouvera son public en Europe et sera certifié disque d'or en Allemagne. Aux États-Unis, il ne se classa qu'à la 133e place du Billboard

## Liste des titres
Face 1
| No | Titre                     | Auteur                                             | Durée |
| -- | ------------------------- | -------------------------------------------------- | ----- |
| 1. | Civilized Man             | Richard Fellman, Pat Robinson                      | 3:55  |
| 2. | There Goes My Baby        | George Treadwell, Lover Patterson, Benjamin Nelson | 3:47  |
| 3. | Come On In                | Bob Telson                                         | 3:48  |
| 4. | Tempted                   | Chris Difford, Glenn Tilbrook                      | 4:16  |
| 5. | Long Drag Off a Cigarette | Larry John McNally                                 | 2:35  |

Face 2
| No  | Titre                                 | Auteur                        | Durée |
| --- | ------------------------------------- | ----------------------------- | ----- |
| 6.  | I Love the Night                      | Troy Seals, Michael Reid      | 3:47  |
| 7.  | Crazy In Love                         | Randy McCormick, Even Stevens | 3:51  |
| 8.  | A Girl Like You                       | Seals, Will Jennings          | 3:09  |
| 9.  | Hold On (I Feel Our Love Is Changing) | Joe Sample, Jennings          | 3:41  |
| 10. | Even a Fool Would Let Go              | Tom Snow, Kerry Chater        | 3:54  |

## Musiciens
- Joe Cocker: chant

avec
Face 1
- Guitares: Steve Lukather (titres 1, 2, 3, 4), Jeff Porcaro (2), Domenic Troiano (2, 3)
- Guitare acoustique: John McNally
- Basse :Nathan East (titres 1-5)
- Orgue Hammond: David Paich (1, 4), Bob Telson (3)
- Piano: Rob Mounsey (titres 2, 3), Greg Phillinganes (3-5)
- Synthétiseur: Greg Phillinganes (titres 1, 2), Bob Telson (2, 3), Rob Mounsey (5)
- Batterie: Jeff Porcaro (titres 1-4), Jim Keltner (5)
- Percussions: Starz Vanderlockett (titres 1, 2, 4)
- chœurs:Cissy Houston, Mary Davis, Deirdre Tuck Cerley (1, 4), Sam Butler Jr. (2, 3), Bobbie Butler (2, 3), James W. Carter (2, 3), Franck Floyd, Zack Sanders (3 & 5)
- Trompette: Randy Brecker (4)
- Saxophone baryton: Lenny Picket (4)
- Saxophone ténor: Dave Taloni (4)
- Trombone: Dave Bargeron
- Arrangement des Cuivres: Bob Telson

Face 2
- Claviers: David Briggs (6-10)
- Piano Fender Rhodes: Randy McCormick (7)
- Guitares: Reggie Young (titre 6, 8), Jon Goin (6, 8 & 10), Dan Huff (7, 9 & 10), Pete Bordinelli (7, 9), Dean Parks (9,  10)
- Basse: Bob Wray (6, 8), David Hungate (7, 9, 10)
- Synthétiseur: Shane Keister (6-9, 10)
- Batterie: Larrie Londin (6, 8), James Stroud (7, 9, 10)
- Percussions: Paulinho da Costa (6-8)
- Saxophone alto: Jim Horn (8)
- Arrangement des cordes: David Briggs (7, 10)
- chœurs: Julia Waters, Maxine Waters, Luther Waters, Oren Waters (9)
- Cordes: The Sid Sharp Strings (10)

## Charts et certifications
| Pays             | Durée du classement | Meilleur classement |
| ---------------- | ------------------- | ------------------- |
| Allemagne        | 29 semaines         | 7e                  |
| Autriche         | 2 semaines          | 19e                 |
| États-Unis       | 9 semaines          | 133e                |
| Norvège          | 7 semaines          | 5e                  |
| Nouvelle-Zélande | 3 semaines          | 30e                 |
| Pays-Bas         | 12 semaines         | 8e                  |
| Royaume-Uni      | 1 semaine           | 100e                |
| Suède            | 4 semaines          | 20e                 |
| Suisse           | 13 semaines         | 5e                  |

| Pays      | Certification | Ventes    | Date |
| --------- | ------------- | --------- | ---- |
| Allemagne | Or            | 250 000 + | 1992 |

### Charts singles
| Année | Single        | Chart          | Durée du classement | Position |
| ----- | ------------- | -------------- | ------------------- | -------- |
| 1984  | Civilized Man | Single Top 100 | 5 semaines          | 58e      |
| 1984  | Civilized Man | Mega Top 50    | 1 semaine           | 49e      |